# Ype Driessen
Ype Lodewijk (Ype) Driessen (Rotterdam, 1976) is een Nederlands fotostripmaker die vooral bekend is van zijn autobiografische fotostrip.

## Loopbaan
Driessen maakte in 2004 zijn debuut met de fotostrip 3hoog in het Ublad (sinds 2010 bekend als DUB), het universiteitsblad van de Universiteit Utrecht. Deze serie loopt nog steeds. Daarvoor had hij al een tijd strips getekend voor dat blad en eerder voor de schoolkrant van zijn middelbare school. In april 2007 begon hij met de serie Ype+Willem, volgens hem de eerste autobiografische fotostrip ter wereld. Hierin was Driessen te zien met zijn partner Willem Stam (1982). Ype+Willem verscheen vier keer per week (van maandag tot en met donderdag). Er waren regelmatig gastoptredens van anderen.
Van de strip zijn vier boeken verschenen. Op donderdag waren er lange tijd zogenaamde klikstrips te bekijken op het blog van nrc.next. In het najaar van 2011 gingen Driessen en Stam uit elkaar. Sindsdien maakt Driessen fotostrips onder de titel Ype. Het eerste boek van deze serie verscheen in 2013. De fotostrips van Driessen staan onder andere ook in Het Parool, New Scientist, Onze Taal, Schokkend Nieuws, Skepter en het homomagazine Gay & Night.
Naast zijn eigen boeken heeft Driessen ook illustraties gemaakt voor diverse kinderboeken, waaronder Iedereen is gek van Jan Paul Schutten en de reeks Sophie en de pinguïns van Edward van de Vendel.
In 2014 werd de boekpresentatie van Ype - Zonde op het laatste moment verboden door de Sint Willibrorduskerk in Utrecht, waar die presentatie plaats zou vinden.
Sinds 2015 presenteert hij samen met Botte Jellema de podcast De Eeuw van de Amateur, waarbij Paulien Cornelisse regelmatig te gast is. De podcast is aangesloten bij podcastnetwerk Dag en Nacht Media.